# 資本管制
资本管制是一国政府對資本流出和流入國境的限制。具體措施有政府限制資本跨境交易、限制跨境支付和轉賬、外匯管制、對跨境資本流動征稅等。
1998年9月，时任马来西亚首相马哈迪·莫哈末采取了紧急措施，实施了严格的货币控制和限制投资组合流出，有效地减少了亚洲金融危机造成的损失。